# Balo-i
Balo-i é um município de  terceira classe de renda municipal (d) na província Lanao do Norte, nas Filipinas. De acordo com o censo de 1 de maio  de  2020 possui uma população de 68 465 pessoas e 12 414 domicílios.